# Nile (band)
Nile is een Amerikaanse brutaldeathmetalband uit South Carolina, opgericht in 1993. De teksten en muziek van de band zijn geïnspireerd op de Egyptische mythologie, kunst en verhalen.

## Geschiedenis
Nile heeft muziek uitgebracht bij de Duitse platenmaatschappij Nuclear Blast en het onafhankelijke Amerikaanse platenlabel Relapse Records. Zanger-gitarist Karl Sanders speelde tevens in thrashmetalbands (Morriah) en zijn band deelde het podium met onder andere Behemoth (waarvan zanger Adam Darski als gast bij Nile heeft gezongen tijdens een liveoptreden). De grote doorbraak kwam voor de band op Dynamo Open Air in Nuenen, in 1999. Nile was toen op tournee voor het album Amongst the Catacombs of Nephren-Ka.

## Bezetting
- Karl Sanders - gitaar en zang
- Brian Kingsland - gitaar en zang
- Brad Parris - basgitaar
- George Kollias - drums

## Oud-bandleden
- Dallas Toler-Wade - gitaar en zang
- Chris Lollis - basgitaar en zang
- Pete Hammoura - percussie en zang
- Derek Roddy - percussie (geen officieel bandlid, maar deed drumsessies op Black Seeds of Vengeance)
- Tony Laureno - drums (ex-God Dethroned)
- Chief Spires - basgitaar en zang
- Jon Vesano - basgitaar en zang
- John Ehlers - gitaar
- Pete Hammoura - drums

## Discografie

### Albums
- Festivals of Atonement (ep, 1995)
- Amongst the Catacombs of Nephren-Ka (1998)
- Black Seeds of Vengeance (2000)
- In Their Darkened Shrines (2002)
- Annihilation of the Wicked (2005)
- Ithyphallic (2007)
- Those Whom the Gods Detest (2009)
- At the Gate of Sethu (2012)
- What Should Not Be Unearthed (2015)
- Vile Nilotic Rites (2019)
- The Underworld Awaits Us All (2024)

### Andere
- Nile (demo, 1994)
- Ramses Bringer of War (demo, 1997)
- In the Beginning... (compilatie van de ep Festivals of Atonement en de demo Ramses Bringer of War, 2000)
- Legacy of the catacombs (compilatie met nummers van verschillende cd's, incl. uitgebrachte videoclips, 2007)

### Nevenprojecten
- Karl Sanders - Saurian Meditation (album, 2004)
- Karl Sanders - Saurian Exorcisms (album, 2009)
- Joe Payne - Domination Through Impurity (album, 2005)
- Dallas Toler-Wade - Lecherous Nocturne